# GDAP1
GDAP1‏ (Ganglioside induced differentiation associated protein 1) هوَ بروتين يُشَفر بواسطة جين GDAP1 في الإنسان.